# Menasinadu, Hosadurga
Menasinadu là một làng thuộc tehsil Hosadurga, huyện Chitradurga, bang Karnataka, Ấn Độ.